# Fernand Belot
Pour les articles homonymes, voir Belot.
Fernand Belot, médecin et résistant, est né à Besançon dans une famille d’instituteurs d’Ornans dans le Doubs le 9 juillet 1917. Il a été fusillé par les Allemands le 9 juin 1944 à Communay, Rhône.

## Biographie

### La rencontre
Après avoir passé son bac au lycée Victor Hugo de Besançon, Fernand Belot part en 1935 faire ses études de médecine à Nancy. Parallèlement à ses études, il milite à la Jeunesse étudiante chrétienne. 
Il est mobilisé comme médecin auxiliaire dans les Chasseurs Alpins. Il est fait prisonnier une première fois le 16 juin 1940, mais il s’évade, tout comme la deuxième fois d’ailleurs. C’est après cette dernière évasion qu’il rejoint Lyon et s’inscrit à la Faculté de médecine. Il rencontre François de Menthon, qui lançait alors la publication résistante « Liberté », dont Fernand devint diffuseur clandestin.
En 1940, il rencontre Raymonde Vallat lors d’une réunion de la JEC. Étudiante en histoire-géographie à Lyon, elle s’est engagée dès la rentrée universitaire à la JEC, où elle milite sans ménager son temps et sa peine. Là se retrouvent des étudiants d’origines diverses : ils viennent de l’Est, de Besançon, Belfort, Strasbourg. Il y rencontre les amis du Père Jean Flory, Pierre Bockel, un séminariste, André Mandouze, et tant d’autres. Tous souhaitent, encouragés par le Cardinal Gerlier, créer un nouveau journal d’inspiration chrétienne, en remplacement du « Temps présent » qui ne paraît plus depuis le mois de juin. Raymonde Vallat est pleine d’admiration pour ce jeune étudiant en médecine. Ce sont les prémices de la Résistance spirituelle.

### Les«Cahiers du témoignage chrétien»

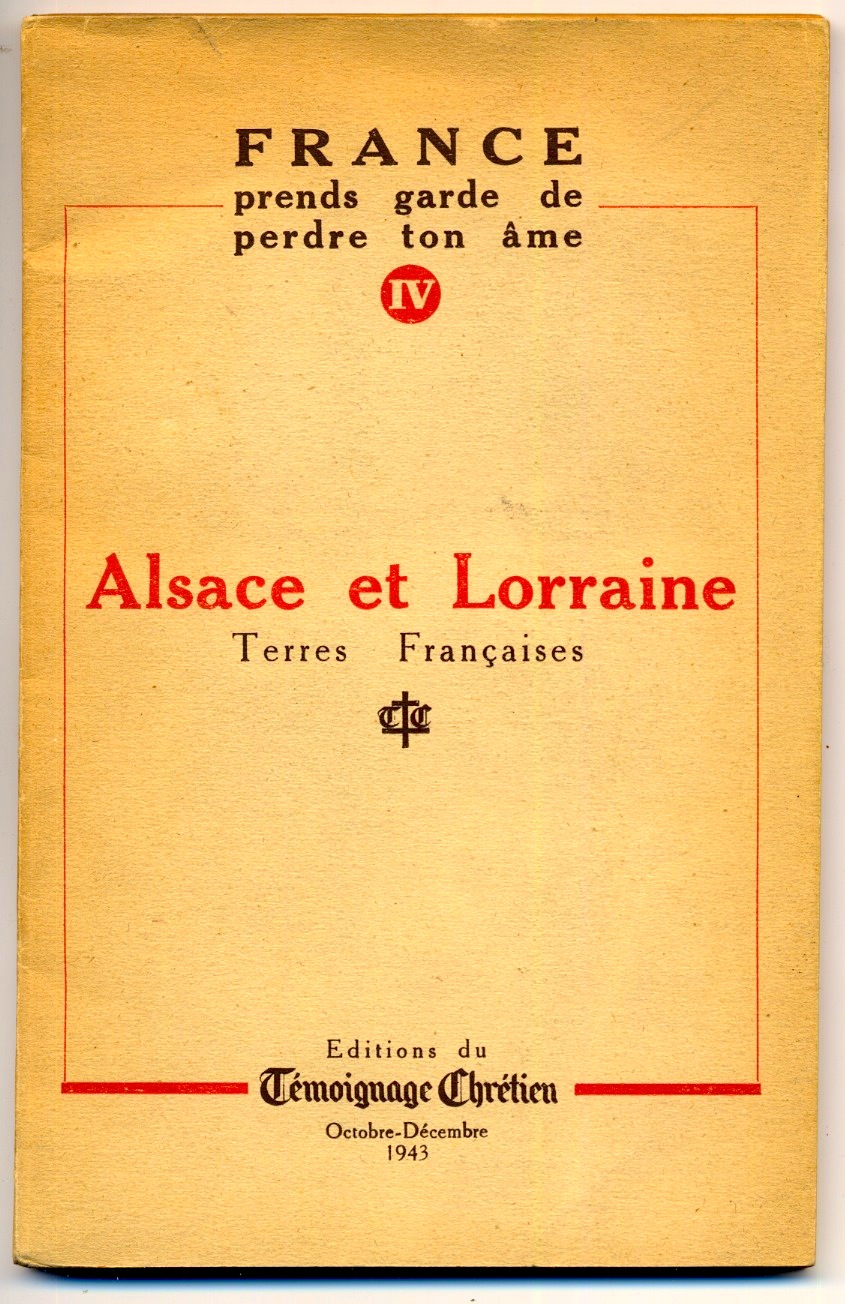
Le Cahier « Alsace et Lorraine terres françaises », rédigé clandestinement par l’abbé Pierre Bockel en 1943.

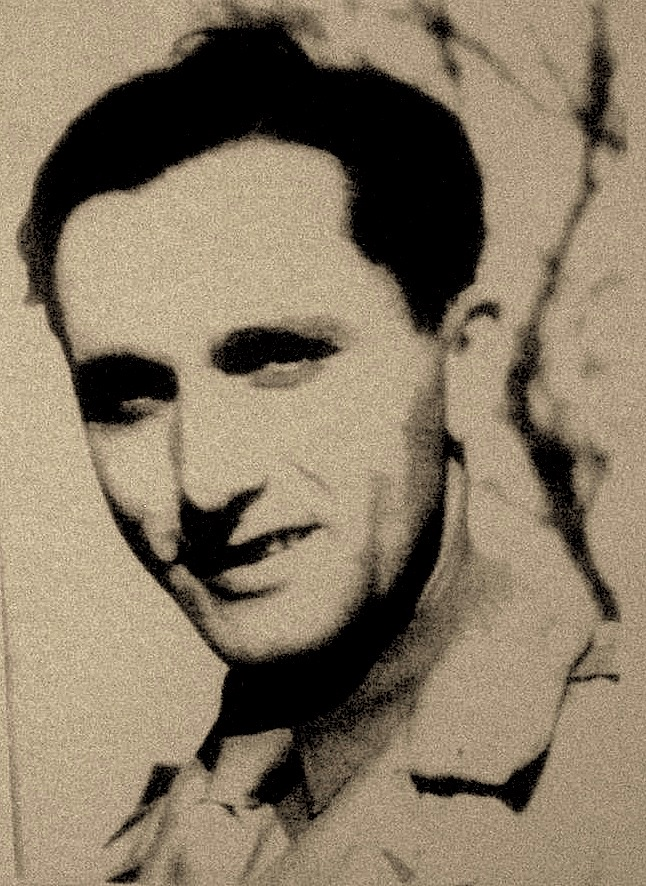
L’abbé Bockel en 1944.

Très vite Raymonde va aider Fernand à rédiger, imprimer, diffuser. Ils font maintenant partie des principaux responsables de l’organisation des « Cahiers du Témoignage chrétien », le journal créé en 1941 par le Père Jésuite Pierre Chaillet. L’appartement des parents de Raymonde va servir de « point de chute ».
Raymonde aide alors son mari à trouver une nouvelle imprimerie clandestine. Celles de la région parisienne et de Lyon, ont été neutralisées par les nazis. Ce sera Antoine Vernier un imprimeur de Pont-de-Roide-Vermondans qui va prendre la relève. Au total 550 000 Cahiers et 1 255 000 Courriers sont imprimés, dont plus de 100 000 dans cette imprimerie.  
Durant des mois, Fernand et Raymonde ont transporté dans leurs valises, ces fameux Cahiers clandestins, qu’il apportaient aux distributeurs. Ils diffuseront les Cahiers dans un réseau qui s’étendra de Lyon à Limoges, Brive, Avignon, Toulouse, puis dès 1942 en zone occupée.
Dans le certificat de Résistance qu’il délivrera à Raymonde Belot, le Père Pierre Chaillet écrit : « Mlle Raymonde Vallat a été, dès 1941, l’une de nos plus actives propagandistes de presse clandestine dans la région lyonnaise. Responsable des Facultés, en liaison avec son fiancé, Fernand Belot, elle a assumé les tâches de liaison les plus délicates, avec un courage et une discrétion exemplaires ».
En 1942, Fernand est lieutenant dans l’armée secrète. Il met sur pied des filières d’évasion. Aidé de Raymonde, il fait passer des Juifs en Suisse.

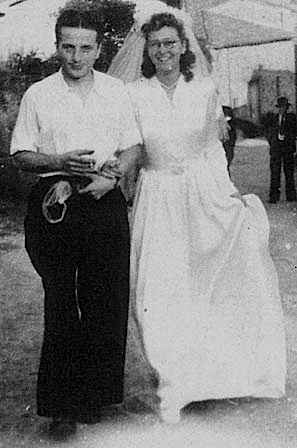
Le mariage de
Fernand et Raymonde Belot
en juillet 1943.

Le 22 juin 1943, Fernand Belot soutient sa thèse de doctorat en médecine quelques jours avant son mariage civil.
Le 29 juin 1943, Fernand et Raymonde se marient civilement puis religieusement le 1er juillet. Les parents de Fernand ne souhaitaient pas que ce mariage se fasse si tôt. Les jeunes mariés décident alors de prendre un repos sabbatique en Franche-Comté. Raymonde veut connaître sa belle-famille. Ils seront ainsi plus proches de l’imprimerie de Pont-de-Roide-Vermondans.
L’abbé Pierre Bockel rendra hommage au couple dans l’envoi de la réédition du Cahier « Alsace et Lorraine, terres françaises » ainsi que dans sa préface : « La bienveillance un peu craintive des charmantes personnes qui m’hébergeaient et dont je transformais provisoirement le domicile en centrale de rédaction, la précieuse collaboration de Fernand et Raymonde Belot […] me rendirent possible ce travail de forcené.

### Dénonciation, arrestation et assassinat
Après trois années d’activité dans la Résistance, Fernand Belot est dénoncé par un traître, un italien nommé Ferrarèse, membre de la Gestapo, qui s’est infiltré dans le groupe. 
Il est arrêté à Lyon le 27 mars 1944 avec Raymonde, son père, le Colonel Belot, et ses beaux-parents.
Malgré les tortures et les sévices de Klaus Barbie à la prison Montluc à Lyon, ils ne dévoileront jamais les secrets du réseau « Témoignage Chrétien ». La conduite de Raymonde fut aussi admirable que celle de son époux.
Fernand a été fusillé par les Allemands le 9 juin 1944 avec dix-huit autres prisonniers au bord d’une route, à Communay dans l’Isère, non loin de Lyon. Il avait vingt-six ans. 
En mémoire de lui, elle entame à son retour des camps des études de médecin et devient radiologue.

### L’hommage de la ville de Besançon.
En octobre 2007, une plaque a été apposée en l’honneur de Fernand Belot sur le gymnase du collège Victor-Hugo de Besançon, qui porte désormais le nom du Résistant. Fernand et Raymonde Belot reposent au cimetière de Saint-Ferjeux.
Le vendredi 7 juin 2024,les collégiens de Victor Hugo lui ont rendu hommage pour le 80 ème anniversaire de son exécution,le long d'une route avec d'autres résistants.